# 한재석 (1973년)
한재석(1973년 8월 12일 ~ )은 대한민국의 배우이다. 본명은 한상우이며, 부친은 기아자동차에서 부회장을 역임했던 한승준이다. 1994년 MBC 《마지막 연인》으로 데뷔했고, 1995년 SBS 드라마 《째즈》의 하늘 역으로 첫 주연을 맡았다. 2004년 병역 비리 사건에 연루되어 공익근무요원으로 복무를 하였다. 소집 해제 후 SBS 드라마 《로비스트》로 복귀했다. 2010년 거상 김만덕에 같이 출연한 박솔미와 2013년 4월 21일 결혼했으며 2014년 5월 23일 득녀했다.

## 병역 비리 사건
2004년 연예인 및 스포츠 선수들이 소변 조작을 이용해 병역 비리를 저지른 것이 대거 적발되었을 때, 한재석도 이 같은 수법으로 병역 면제 판정을 받은 것이 드러났다. 당시 드라마 《해신》의 염장 역으로 촬영을 시작했던 한재석은 이 역할을 송일국에게 넘기고 갑작스럽게 공익근무요원으로 입대하게 되었다. 소집 해제 후 2007년 초록뱀미디어 제작의 SBS 드라마 《로비스트》로 복귀했는데, 이 드라마의 주연은 공교롭게도 해신 때 그가 역할을 넘겨 준 송일국이다.

## 학력
- 휘문고등학교 졸업
- 연세대학교 체육교육과 학사

## 연기 활동

### 드라마
- 1994년 MBC 미니시리즈 《마지막 연인》
- 1995년 SBS 드라마 스페셜 《째즈》 ... 하늘 역
- 1996년 SBS 설날특집극 《곰탕》 ... 박재훈 역
- 1996년 SBS 토요드라마 《도시남녀》 ... 이해성 역
- 1997년 SBS 드라마 스페셜 《모델》 ... 조원준 역
- 1998년 MBC 미니시리즈 《해바라기》 ... 권인찬 역
- 1998년 SBS 드라마 스페셜 《내 마음을 뺏어봐》 ... 서기조 역
- 1998년 KBS2 미니시리즈 《순수》 ... 강현석 역
- 1999년 MBC 주말연속극 《장미와 콩나물》 ... 최순대 역
- 1999년 MBC 미니시리즈 《눈물이 보일까봐》 ... 유종수 역
- 2000년 MBC 미니시리즈 《이브의 모든 것》 ... 김우진 역
- 2001년 MBC 미니시리즈 《네 자매 이야기》 ... 이영훈 역
- 2002년 SBS 주말특별기획 《유리구두》 ... 장재혁 역
- 2002년 SBS 주말특별기획 《대망》 ... 박시영 역
- 2004년 CTS 드라마 《자등련》 ... 조언조 역
- 2007년 SBS 대기획 《로비스트》 ... 강태혁 역
- 2008년 KBS2 미니시리즈 《태양의 여자》 ... 김준세 역
- 2010년 KBS1 대하드라마 《거상 김만덕》 ... 정홍수 역
- 2012년 채널A 미니시리즈 《불후의 명작》 ... 김성준 역
- 2012년 KBS2 월화드라마 《울랄라 부부》 ... 장현우 역
- 2013년 네이버TV 웹드라마 《아직 헤어지지 않았기 때문에》 ... 이민석 역
- 2014년 후난위성텔레비전 금응독파극장 《도지련》... 린주안지에 역
- 2014년 tvN 월화드라마 《마녀의 연애》 ... 노시훈 역
- 2019년 TV조선 주말드라마 《조선생존기》 ... 윤원형 역
- 2024년 채널A 미니시리즈 《체크인 한양》 ... 왕 이현위 역

### 영화
- 1996년 《맥주가 애인보다 좋은 일곱가지 이유》 ... 조나단 역
- 1996년 《언픽스》 ... 보디가드 최 역
- 1999년 《연풍연가》 ... 연예인 커플 남 역(우정출연)
- 2010년 《퀴즈왕》 ... 박상길 역
- 2011년 《로맨틱 헤븐》 ... 스토커 남 역(우정출연)
- 2011년 《히트》 ... 바지 역
- 2011년 《다이내믹 엔젤》
- 2013년 《스피드엔젤》 ...가오펭 역
- 2017년 《원스텝》 ... 지일 역

### 방송
- 《미스터 피터팬》 (KBS2, 2014년)
- 《정글의 법칙》 (SBS, 2016년)

### 뮤직비디오
- 1999년 포지션 - Blue Day

## 수상
- 2002년 SBS 연기대상 10대 스타상《유리구두》, 《대망》
- 2002년 SBS 연기대상 특별기획부문 남자 연기상 《유리구두》, 《대망》